# Commit (Versionskontrolle)
In Versionskontrollsystemen ist ein Commit eine Operation, die die neuesten Änderungen des Software-Quellcodes an das Repository sendet und diese Änderungen so in die Hauptrevision des Repositorys einfügt. Im Gegensatz zu Commits in der Datenverwaltung, werden Commits in Versionskontrollsystemen unbegrenzt im Repository gespeichert. Wenn andere Benutzer also ein update oder einen checkout aus dem Repository durchführen, erhalten sie die zuletzt committete Version, sofern sie nicht angeben, dass sie eine frühere Version des Quellcodes im Repository abrufen möchten. Versionskontrollsysteme ermöglichen ein einfaches Rollback zu früheren Versionen. In diesem Zusammenhang ist ein Commit innerhalb eines Versionskontrollsystems geschützt, da er auch nach der Anwendung des Commits problemlos zurückgesetzt werden kann.

## Verwendung

### Git
Um eine Änderung in git über die Kommandozeile zu committen, führt man, sofern Git installiert ist, den folgenden Befehl aus:
 git commit -m 'Commit Zusammenfassung' 
Dies setzt voraus, dass die Dateien im aktuellen Verzeichnis wie folgt bereitgestellt wurden:
 git add . 
Der obige Befehl fügt alle Dateien im Arbeitsverzeichnis hinzu, die für den Git-Commit bereitgestellt werden sollen. Nachdem der Commit angewendet wurde, besteht der letzte Schritt darin, den Commit in das angegebene Software-Repository, im folgenden Fall origin, in den Branch main zu pushen (bis dahin befinden sich die Änderungen nur auf dem lokalen Rechner, nicht aber in dem Repository):
git push origin main
Eine weitere Möglichkeit, alle nicht bereitgestellten Dateien hinzuzufügen und gleichzeitig einen Commit durchzuführen, ist:
 git commit -a -m 'Commit-Nachricht' 

### Mercurial (hg)
Um eine Änderung in Mercurial über die Kommandozeile zu committen, sofern hg installiert ist, verwendet man den folgenden Befehl:
 hg commit --message 'Commit-Nachricht' 
Dies setzt voraus, dass die Dateien im aktuellen Verzeichnis wie folgt bereitgestellt wurden:
 hg add 
Der obige Befehl fügt alle Dateien im Arbeitsverzeichnis hinzu, bereitgestellt für den Mercurial-Commit. Nach der Anwendung des Commits wird der Commit im letzten Schritt in das angegebene Software-Repository, in den default-Branch, übertragen:
hg push

## Forschung und Daten
Commit-Zusammenfassungen werden unter anderem dazu genutzt um KI-Modelle zu trainieren. Sie können auch ausgewertet werden um die Datenqualität für Metriken, Statistiken usw. zu verbessern, indem beispielsweise Bots herausgefiltert werden können. Gource ist eine Software die die Entwicklungsgeschichte von open source Software visualisiert. Es gibt auch Forschung dazu wie anomale und potenziell böswillige Commits zu open source Repositories automatisch erkannt werden könnten.
Der Linux-Kernel wird zum Stand von 2024 mit einer Geschwindigkeit von circa 80.000 Commits pro Jahr entwickelt.